# ディス・ミーツ・ザット
『ディス・ミーツ・ザット』（This Meets That）は、アメリカ合衆国のジャズ・ギタリスト、ジョン・スコフィールドが2007年に発表したスタジオ・アルバム。

## 背景
エマーシー・レコード移籍第1弾アルバムに当たる。本作でリズム・セクションを務めたスティーヴ・スワロウとビル・スチュワートは、スコフィールドとの親交が深いプレイヤーで、直近ではライブ・アルバム『アンルート』（2004年）にも参加した。また、本作では4管編成のホーン・セクションも導入されている。
「朝日のあたる家」は、アニマルズが1964年にシングル・ヒットさせたことでも知られるトラディショナル・ソングのカヴァーで、ビル・フリゼールがゲスト参加した。また、「ビハインド・クローズド・ドアーズ」はチャーリー・リッチの歌唱で知られる曲のカヴァーで、「サティスファクション」はローリング・ストーンズのカヴァーである。
「ヘック・オブ・ア・ジョブ」はミーターズ風のリズムが取り入れられた曲で、この曲のタイトルは、ハリケーン・カトリーナに対する対応の遅れを非難された連邦緊急事態管理庁長官に対しジョージ・W・ブッシュ大統領が「君はとてつもない仕事をしている(You're doing a heck of a job)」と称賛した発言に対する皮肉である。

## 反響・評価
アメリカでは『ビルボード』のジャズ・アルバム・チャートで7位に達した。
Jeff Tamarkinはオールミュージックにおいて5点満点中4点を付け「些かごった煮の感があるアルバム」「タイトルが暗示しているように、スコフィールドが近年に発表してきた作品と比べると、明確なテーマのないアルバムだが、彼の名人芸と冒険心がなおも続いているだけでなく、さらに成長していることを聴き手に思い知らせる」と評している。また、『CDジャーナル』のミニ・レビューでは「ジョンの全キャリア&カラーを、アルバム・曲中で渾然とさせた快作」と評されている。

## 収録曲
特記なき楽曲はジョン・スコフィールド作。
1. ザ・ロウ・ロード - "The Low Road" - 4:56
2. ダウン・D - "Down D" - 5:34
3. ストレンジネス・イン・ザ・ナイト - "Strangeness in the Night" - 7:14
4. ヘック・オブ・ア・ジョブ - "Heck of a Job" - 7:23
5. ビハインド・クローズド・ドアーズ - "Behind Closed Doors" (Kenneth Gist) - 5:29
6. 朝日のあたる家 - "House of the Rising Sun" (Traditional) - 7:25
7. シュー・ドッグ - "Shoe Dog" - 8:12
8. メモレット - "Memorette" - 6:35
9. トリオ・ブルーズ - "Trio Blues" - 4:16
10. プリティ・アウト - "Pretty Out" - 4:31
11. サティスファクション - "I Can't Get No Satisfaction" (Mick Jagger, Keith Richards) - 3:12

### 日本盤ボーナス・トラック
1. ベター・ニュー・チューン - "Better New Tune" - 5:37

## 参加ミュージシャン
- ジョン・スコフィールド - ギター
- スティーヴ・スワロウ - エレクトリックベース
- ビル・スチュワート - ドラムス

アディショナル・ミュージシャン
- ビル・フリゼール - トレモロ・ギター(on #6)
- ローレンス・フェルドマン - テナー・サクソフォーン、フルート
- ロジャー・ローゼンバーグ - バリトン・サクソフォーン、バスクラリネット
- ジョン・スワナ - トランペット、フリューゲルホルン
- ジム・ピュー - トロンボーン